# Inocente Hervás y Buendía
Inocente Ramón Hervás y Buendía (Torralba de Calatrava, 28 de diciembre de 1842-Ciudad Real, 6 de octubre de 1914) fue un sacerdote e historiador local español.

## Biografía
Provenía de una familia manchega de labradores con tierra propia de ideología carlista. El padre fue Justo Hervás y Monroy, natural de Carrión de Calatrava, y su madre, Manuela Buendía y Gómez Galdón, natural de Torralba de Calatrava. Tuvieron diez hijos, de los cuales llegaron a la edad adulta cinco: Julián, Manuel, Antonio, Josefa y el propio Inocente. Durante toda su vida, pese a la diferencia de edad –les separaban dieciocho años– estuvo muy ligado a su hermano Julián, también sacerdote y muy vinculado al carlismo, y con quien compartía la vocación docente y similares gustos bibliófilos, cada uno, sin embargo, en el seminario de su diócesis; de hecho, fue Julián, quien alcanzó el grado de deán, quien pagó los estudios de su hermano pequeño y quien le tuteló en su vocación.
Estudió en el Instituto de Ciudad Real, a donde marchó a los catorce años, y desde 1858 en el Seminario Conciliar de San Ildefonso de Toledo. En 1864 se graduó de bachiller y el 22 de noviembre de 1867 obtuvo el título de licenciado en Teología. Meses después fue nombrado diácono y presbítero. Desde mediados de 1869 residió temporalmente en Ciudad Real como capellán del Hospital Provincial y ese mismo año fue nombrado coadjutor en el pueblo de El Campillo de la Jara, donde estuvo hasta 1873. Ese año fue nombrado cura ecónomo de Lucillos, allí pasó cinco años; luego fue cura ecónomo de Alcaudete de la Jara. Ascendió por oposición al curato de Granátula de Calatrava, con lo que pasó ya de Toledo a la provincia de Ciudad Real, en 1878.
Las ruinas íberas y romanas y el pasado histórico de este lugar le sugestionaron poderosamente y empezó entonces sus trabajos históricos; en 1882 publicó su Oreto y Nuestra Señora de Zuqueca. En 1883 se trasladó a Moral de Calatrava, donde estuvo hasta 1892 como cura ecónomo. Allí organizó y arregló el archivo parroquial y clasificó y catalogó la biblioteca pública de Moral; empezó a acumular fichas para su futuro Diccionario histórico, geográfico, biográfico y bibliográfico de la provincia de Ciudad Real y también empieza a colaborar en la prensa, publicando en 1886 unas "Cartas manchegas" en el periódico carlista El Manchego. En 1887 imprime además su Discurso pronunciado por D. Inocente Hervás y Buendía en la solemne bendición de las Sagradas imágenes del Santísimo Cristo del Consuelo, Virgen de los Dolores y San Antonio de Padua de Torralba, seguido de una reseña histórica de su restauración. El 13 de enero de 1888 es nombrado correspondiente de la provincia en la Real Academia de la Historia, cargo que compartía con Luis Delgado Merchán, Federico Galiano y Ortega y otros; en 1892 le nombran párroco en comisión en Tomelloso y colabora con Federico Galiano y Ortega en la publicación de los "Documentos originales del Sacro convento de Calatrava que atesora el Archivo de Hacienda de Ciudad Real" en el Boletín de la Real Academia de la Historia. 
En Tomelloso cede una casa al Ayuntamiento para que se dedique como escuela, fundando además el Hospital-asilo de San Víctor; publica en La Tribuna y en El Mensajero Católico (1896 a 1897) e imprime el libro El Tribunal y el Consejo de las Órdenes Militares y el Obispo-Prior de Ciudad Real (1895); permanece allí hasta junio de 1898, en que marcha a Ciudad Real como cura ecónomo en comisión de la parroquia de San Pedro Apóstol. Ese mismo año fue nombrado Catedrático de Historia Eclesiástica, asignatura que empezará a impartir como profesor en el Seminario Diocesano de Ciudad Real hasta 1905; para apoyar sus clases compuso e imprimió un Resumen de Historia eclesiástica, de carácter providencialista y apologético, harto crítico con la Ilustración dieciochesca, y muy ampliado en su segunda edición de 1902. Es nombrado capellán castrense de Ciudad Real el 24 de marzo de 1899 y en el concurso de curatos de 1904 obtuvo la Parroquia de Manzanares y su partido, cargo que, como arcipreste, pudo simultanear con largas estancias en Ciudad Real hasta que le sobrevino la muerte. En 1905 publicó por segunda vez un libro en Mondoñedo, Las obras de la Iglesia Catedral de Ciudad Real: 1902 a 1904.
En 11 de enero de 1911 murió su querido hermano Julián e Inocente viajó por última vez a Mondoñedo; de allí se trajo la biblioteca de su hermano, que donó al Seminario Diocesano de Ciudad Real, compuesta por más de 1500 volúmenes de obras científicas y literarias muy escogidas, entre ellas bastantes publicaciones locales de La Mancha. Pese a su avanzada edad, su amigo, el también historiador Antonio Blázquez atestigua que todavía continuaba hurgando en los archivos e inspeccionando el entorno en busca de restos arqueológicos, e hizo algunos descubrimientos, como una lápida romana y unas ruinas ciclópeas en el cerro de Alarcos. Falleció de hemiplejía el 6 de octubre de 1914, cuando preparaba la segunda edición de su Diccionario histórico geográfico biográfico y bibliográfico de la provincia de Ciudad Real, cuyo primer tomo, que llegaba hasta el pueblo de Luciana, estaba ya en la imprenta de Ramón Clemente Rubisco. Está sepultado en el cementerio de Torralba de Calatrava en el panteón familiar de Servando Díaz Hervás, aunque su nombre no figura en lápida alguna, como él deseaba.
Su amistad con Rafael Ramírez de Arellano le valió ser nombrado correspondiente de la Academia de las Ciencias, Bellas Letras y Nobles Artes de Córdoba y de la Academia de la Música, Declamación y Buenas Letras de Málaga, gracias al apoyo de Fernando de Hermosa de Santiago. Fue miembro de la Comisión de Monumentos Históricos y Artísticos de la Provincia de Ciudad Real en calidad de correspondiente de la Real Academia de la Historia; desde 1905 fue su vicepresidente, aunque podía haberlo sido antes si hubiera residido en la capital.

## Trabajos históricos y arqueológicos
Escribió prensa periódica, obras piadosas, histórico-religiosas y dos trabajos sobre la Orden de Calatrava. Hizo además un estudio arqueológico, La motilla de Torralba y excavaciones en Alarcos, Oreto, etc., sin adecuada metodología, y el citado Resumen de Historia Eclesiástica, pero es especialmente conocido por su Diccionario histórico geográfico, biográfico y bibliográfico de la provincia de Ciudad Real, (1.ª ed. Ciudad Real, 1890; 2.ª, ib. 1899; tercera y última revisada ib. 1914). La obra contiene errores de todo género y es, además, parcial, en tanto en cuanto usa documentación de una sola ideología y no la contrasta con las demás, que muchas veces ignora, sin apenas análisis crítico; se detiene sobre todo en biografiar eclesiásticos y apenas menciona, o abiertamente omite, a personajes liberales, tanto los importantes como los menos importantes, e incluso ignora u omite los datos de otros eclesiásticos más contemporizadores que él. Su único mérito estriba en la ambición y amplitud del proyecto, que se pretende total, pese a los incontables errores y lagunas ya señalados, que hacen insegura su consulta. Al respecto puede servir de elemento de juicio el contraste dado con motivo de las obras para reparar el templo de Santa María, futura Iglesia Prioral, acometidas entre los años 1902 y 1904, cuando dos eruditos de Ciudad Real dejaron sendos relatos de tales obras, uno de ellos Rafael Ramírez de Arellano, El ayer y el hoy de la catedral, relación documentada de las obras, y el suprascrito Inocente Hervás, Las obras de la Iglesia Catedral de Ciudad Real; en esta última obra, en forma de diálogo retórico y grandilocuente entre un maestro de obras y un albañil, se pasa revista a los diversos aspectos y etapas de aquella renovación del templo, prescindiéndose de la metodología del positivismo que al menos utiliza Arellano. Este carácter anticuado, parcial y poco cuidadoso ya fue reprobado por sus mismos contemporáneos como, por ejemplo, el historiador valdepeñero e igualmente correspondiente de la Real Academia de la Historia Eusebio Vasco y Gallego, quien habla abiertamente de censura:
«No tenemos resentimiento alguno que vengar del señor Hervás, a quien ni de vista conocemos, ni defensa que hacer de las personas que ha censurado. Creemos, sí, que quien escribe la historia del modo y manera que el autor del Diccionario, carece de autoridad no ya para censurar la Reseña epigráfica de Oreto del reverendo padre Fita, sino también los trabajos ensalzados por el docto jesuita, como son los Recuerdos históricos de la Mancha del canónigo señor Delgado Merchán.».

## Obra
- "Cartas manchegas", en el periódico El Manchego.
- Oreto y Ntra. Sra. de Zuqueca. Madrid : Imprenta de A. Gómez Fuentenebro, 1882.
- Discurso pronunciado por D. Inocente Hervás y Buendía en la solemne bendición de las Sagradas imágenes del Santísimo Cristo del Consuelo, Virgen de los Dolores y San Antonio de Padua de Torralba seguido de una reseña histórica de su restauración, Ciudad Real: Imprenta del Comercio, 1887.
- El Tribunal y el Consejo de las Órdenes Militares y el Obispo-Prior de Ciudad Real (1895).
- La motilla de Torralba: memoria. Mondoñedo: Imprenta de H. Mancebo, 1899.
- Diccionario histórico geográfico, biográfico y bibliográfico de la provincia de Ciudad Real. Ciudad Real, (1.ª ed. Ciudad Real, 1890; 2.ª, ib. 1899; tercera y última revisada ib. 1914). Descarga libre en: